# 10616 Іноуєтакеші
10616 Іноуєтакеші (10616 Inouetakeshi) — астероїд головного поясу, відкритий 25 жовтня 1997 року.
Тіссеранів параметр щодо Юпітера — 3,375.